# 希倫湖
54°06′22″N 10°13′31″E / 54.1062°N 10.2254°E

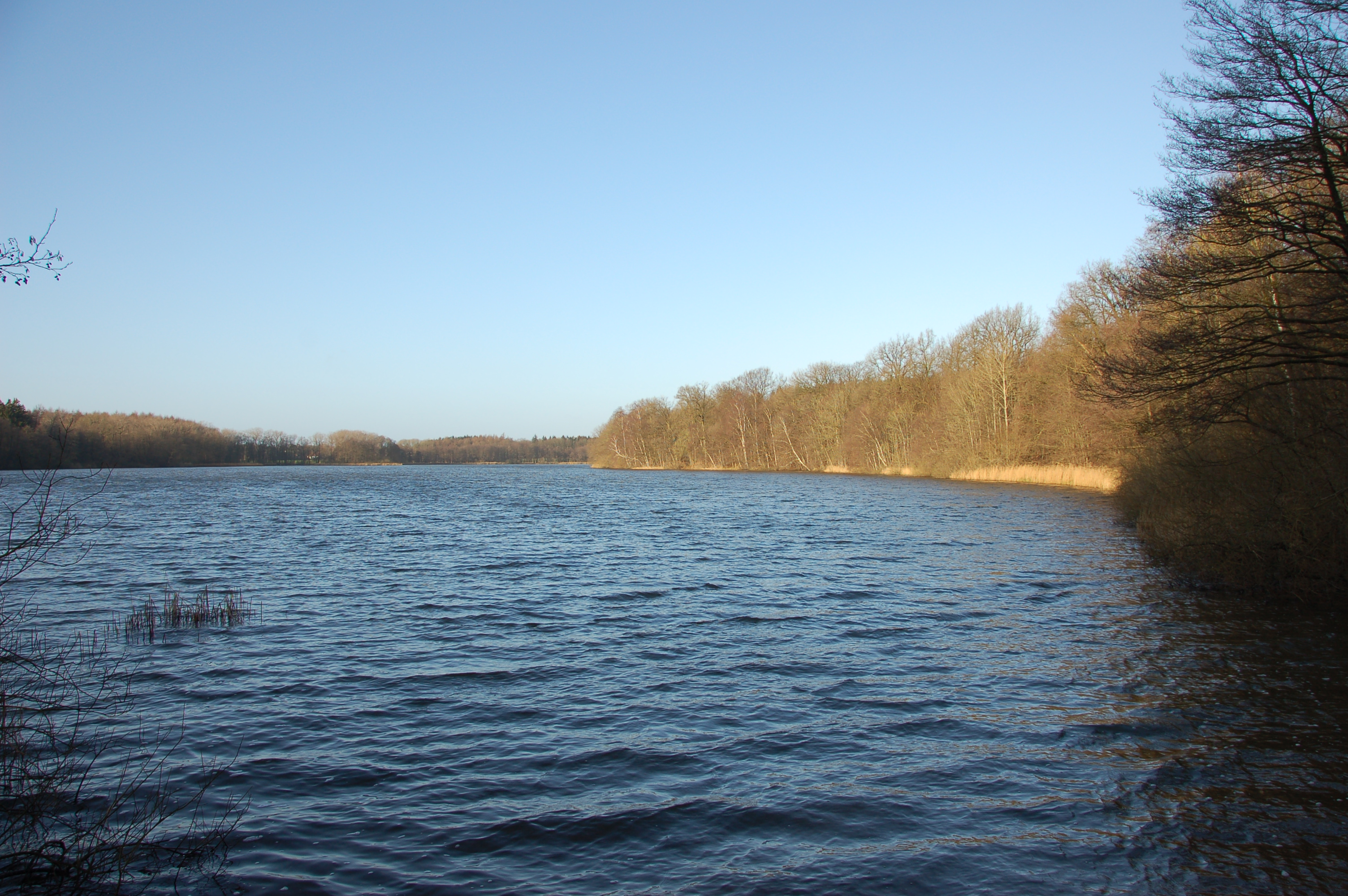

希倫湖（德語：Schierensee），是德國的湖泊，位於該國北部石勒蘇益格-荷爾斯泰因州，由普倫縣負責管轄，長1公里、寬0.3公里，面積0.27平方公里，平均水深3.6米，最大水深5.5米，水體容量97萬立方米，湖岸線長度2.6公里。